# Bồ Xuân Luật
Bồ Xuân Luật (1907-1994) là một nhà cách mạng và chính khách Việt Nam. Ông từng giữ các chức vụ Bộ trưởng Bộ Canh nông, Ủy viên Thường vụ Quốc hội Việt Nam Dân chủ Cộng hòa từ khóa I đến khóa IV, Ủy viên Ủy ban Trung ương Mặt trận Tổ quốc Việt Nam với tư cách là một nhân sĩ không đảng phái.

## Thân thế
Ông sinh năm 1907 tại tổng Dị Chế, huyện Tiên Lữ, phủ Khoái Châu (nay thuộc xã Ngô Quyền, huyện Tiên Lữ), tỉnh Hưng Yên, trong một gia đình nông dân. Thời thanh niên, ông bị chính quyền thực dân Pháp trưng tập, bắt đi làm lính thợ tại Lạng Sơn.

## Tham gia Phục quốc quân
Quân Nhật Bản tiến vào Đông Dương, đánh chiếm Lạng Sơn vào đầu tháng 9 năm 1940 để áp lực với chính quyền thực dân Pháp ngưng chuyển vận cho chính phủ Trung Hoa Dân quốc của Tưởng Giới Thạch ở Trùng Khánh. Cùng đi trong đội hình hành quân của Sư đoàn 5 Lục quân Đế quốc Nhật Bản có 500 quân vũ trang Việt Nam Kiến quốc Quân, thường gọi tắt là Phục quốc quân, do Trần Trung Lập làm Tổng tư lệnh, thuộc tổ chức Việt Nam Phục quốc Đồng minh Hội. Sau khi chiếm được Lạng Sơn, quân Nhật tước khí giới của quân Pháp và trao lại cho Phục quốc quân. Bồ Xuân Luật cùng với các đồng đội là binh sĩ người Việt gia nhập Phục quốc quân, làm gia tăng quân số Phục quốc quân lên hơn 1.500 quân. Ở Đồng Đăng, Phục quốc quân thành lập chính phủ lâm thời Việt Nam.
Tuy nhiên, đến ngày 25 tháng 9 năm 1940, Pháp và Nhật điều đình rồi tuyên bố hưu chiến. Nhật thả tù binh Pháp (1.052 lính) và thương lượng với Pháp để rút khỏi Lạng Sơn vào tháng 10. Chỉ huy Trần Trung Lập không tán thành sắp đặt này, tổ chức Phục quốc quân kiên quyết tử thủ Lạng Sơn. Công sứ Paul Chauvet được Toàn quyền Đông Dương Jean Decoux phái lên Lạng Sơn mở cuộc càn quét và chủ tọa Hội đồng đề hình xét xử những người bị bắt. Sau hai tháng giao chiến, Phục quốc quân tan vỡ, Trần Trung Lập bị Pháp bắt ngày 26 tháng 12 năm 1940 và bị xử bắn ngày 28 ở Lạng Sơn. Nhiều chỉ huy và lãnh đạo của Phục quốc quân cũng bị bắt và bị giết hại Một số binh sĩ Phục quốc quân, trong đó có Bồ Xuân Luật, do Hoàng Lương và Nông Quốc Long chỉ huy rút được sang Quảng Tây nhưng bị quân đội Trung Hoa Dân Quốc bắt và giải giới vì cho là thân Nhật.

## Từ Việt Cách đến Việt Minh
Bất mãn với hành động "qua cầu rút ván" của người Nhật, nhiều thành viên Phục quốc quân ly khai, chuyển hướng sang hợp tác với Trung Hoa Quốc dân Đảng. Bồ Xuân Luật cùng một số đồng chí của mình hoạt động trong tổ chức Việt Nam Cách mệnh Đồng minh Hội, còn gọi là Việt Cách.
Tháng 3 năm 1944, Việt Cách tổ chức "Hải ngoại đại biểu Đại hội", tức Đại hội của các đoàn thể người Việt Nam yêu nước và cách mạng, tại Liễu Châu, Trung Quốc. Tại Đại hội này, Việt Cách đã mở rộng thành phần cho cả các thành viên Mặt trận Việt Minh, lập ra Ủy ban hành chính. Bồ Xuân Luật là một đại biểu của Phục quốc quân tham dự Đại hội và được bầu làm Ủy viên. Tại đây, ông đã có những tiếp xúc ban đầu với một Ủy viên khác là Hồ Chí Minh và dần bị thu hút bởi nhà cách mạng lão thành tinh tế này.
Tháng 6 năm 1945, hưởng ứng lời kêu gọi của Tổng bộ Việt Minh gửi các đoàn thể cách mạng Việt Nam ở nước ngoài (Cứu quốc đặc san Hải ngoại, ngày 11 tháng 9 năm 1944), ông cùng một số cán bộ Việt Cách trẻ tuổi có tinh thần cách mạng, tốt nghiệp Trường quân sự Hoàng Phố, gồm 39 người, mang theo vũ khí, về nước hoạt động tại Chiến khu Bắc Sơn (Lạng Sơn) của Mặt trận Việt Minh.
Sau Cách mạng tháng Tám 1945, ông từ Lạng Sơn về Hà Nội công tác ở Trường Quân chính tỉnh Hưng Yên. Được vài tuần lễ thì ở Hà Nội xuất hiện tình hình mới: quân đội Trung Hoa Dân quốc theo sự phân công của phe Đồng minh tước khí giới quân Nhật. Nguyễn Hải Thần, Vũ Hồng Khanh đang lưu vong ở Trung Quốc cũng về Việt Nam hoạt động. Vì vậy Hồ Chủ tịch cho gọi ông về Hà Nội nhận nhiệm vụ.
Ngày 23-10-1945, ông cùng các đồng chí Đinh Chương Dương, Lê Tùng Sơn, Trương Trung Phụng lại đứng ra với tư cách là đại diện Cách mạng đồng minh hội họp một cuộc Hội nghị với các đồng chí: Nguyễn Lương Bằng, Hoàng Hữu Nam (tức Phan Bôi) và Dương Đức Hiền (thay mặt cho Việt Nam độc lập đồng minh, tức Việt Minh) để cùng nhau ký bản tuyên ngôn đoàn kết nhằm khẳng định lập trường kiên quyết ủng hộ Chính phủ do Hồ Chủ tịch lãnh đạo, đồng thời để đối phó với các đảng phái chính trị khác như Việt Quốc, Việt Cách, Đại Việt...
Lúc này, các đảng phái chính trị khác coi ông là một đối thủ nguy hiểm do ông đã kiên quyết chống lại họ. Lúc 9h ngày 18-12-1945, Việt Cách đã bắn trọng thương ông ở phố Hàng Đào - Hà Nội, phải đưa vào nhà thương Đồn Thủy cấp cứu. Bác sĩ Vũ Đình Tụng đã trực tiếp mổ cứu ông thoát chết. Ngay sau khi biết tin, Hồ Chủ tịch đã giao nhiệm vụ cho Trung ương Vệ quốc đoàn bảo vệ ông.
Nửa tháng sau, được sự tin tưởng của nhân dân, ông trúng cử Đại biểu Quốc hội Việt Nam khóa I tại tỉnh Hưng Yên.

## Tham gia nội các chính phủ
Chính phủ Liên hiệp thành lập (2-3-1946) ông được Hồ Chủ tịch giao cho giữ chức Bộ trưởng Bộ Canh nông. Đến khi ông Huỳnh Thiện Lộc là một đại biểu Nam Bộ ra, ông làm Thứ trưởng Bộ Canh nông giúp đỡ ông Huỳnh Thiện Lộc.
Khi Chính phủ Liên hiệp toàn quốc thành lập (3-11-1946), ông được Hồ Chủ tịch và Quốc hội giao cho giữ chức Bộ trưởng không giữ Bộ nào.

## Tham gia kháng chiến chống Pháp
Kháng chiến toàn quốc bùng nổ, ông cùng Chính phủ lên chiến khu Việt Bắc tham gia kháng chiến đến ngày thắng lợi.
Tháng 7/1948, nghe tin Bộ trưởng Bồ Xuân Luật ốm, Chủ tịch Hồ Chí Minh đã gửi thư hỏi thăm: "Gởi ông Bộ trưởng Bồ Xuân Luật. Tôi nghe nói chú yếu, tiếc vì xa xôi, tôi không đến thăm chú được. Tôi gởi 1 chai mật ong để chú dùng. Và rất mong chú chóng khỏe. Tôi gởi lời hỏi thăm thím, và hôn các cháu. Chào thân ái và quyết thắng! Hồ Chí Minh".
Ông đã một lòng một dạ tin tưởng đi theo kháng chiến cho đến thắng lợi cuối cùng. Với nhiều cương vị khác nhau trong Quốc hội và Mặt trận Tổ quốc Việt Nam sau này, cụ trở thành vị nhân sỹ yêu nước, là sợi chỉ đỏ xuyên suốt bức tranh đại đoàn kết của toàn dân tộc.
Ông là một trong những sáng lập viên đồng thời là Ủy viên Ban chấp hành Hội Liên hiệp Quốc dân Việt Nam (1946); Ủy viên Thường vụ Quốc hội (khóa I, II, III, IV); Ủy viên Ủy ban Trung ương và Ủy viên Ban thư ký Mặt trận Tổ quốc Việt Nam (I, II, III)...
Ngày 22-2-1967 Bồ Xuân Luật, Ủy viên Dự khuyết, được cử làm Ủy viên chính thức của Ủy ban Thường vụ Quốc hội.
Năm 1994 ông mất tại Hà Nội. Đỗ Mười lúc là Tổng Bí thư Đảng đã trân trọng ghi vào sổ tang ngày ông qua đời: "Vô cùng thương tiếc cụ Bồ Xuân Luật - một nhà yêu nước và cách mạng đã suốt đời phấn đấu vì độc lập của dân tộc, vì hạnh phúc của nhân dân. Cụ đã có nhiều cống hiến cho sự nghiệp xây dựng và tăng cường khối đại đoàn kết dân tộc…".

## Tặng thưởng
Ghi nhận những công lao, đóng góp của ông, Đảng và Nhà nước đã tặng thưởng: Huân chương Kháng chiến hạng Nhất, Huân chương Độc lập hạng Nhất, Huân chương Kháng chiến chống Mỹ cứu nước hạng Nhất, Huy chương "Vì sự nghiệp đoàn kết toàn dân"…